# 東急バス淡島営業所

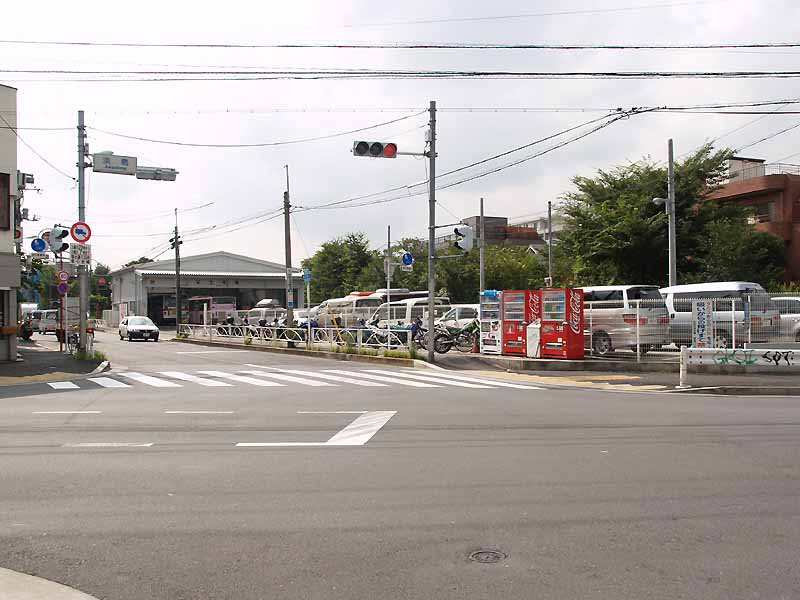
旧事務所跡とピット

東急バス淡島営業所（とうきゅうバスあわしまえいぎょうしょ）は、東京都世田谷区三宿に所在する東急バスの営業所。最寄り停留所は「淡島」、営業所略号はA。
渋谷駅発着路線を中心に、主に渋谷区西部、世田谷区東部の路線を所管する。渋谷区コミュニティバス「ハチ公バス」夕やけこやけルート（恵比寿・代官山循環）と神宮の杜ルート（神宮前・千駄ヶ谷ルート）の運行も受託している。

## 沿革
淡島営業所の路線は、その成り立ちから「富ヶ谷・幡ヶ谷などの渋谷区北西部」（撤退済み）「営業所のある淡島通り周辺」「玉川通り以南」の3つの地域に分けることができる。　

### 代々木乗合自動車
最も歴史が古いのは、1920年（大正9年）12月25日の代々木乗合自動車の創業に端を発する渋谷区北西部の路線である。

代々木乗合自動車は渋谷駅 - 三角橋（現・松陰学園前）の路線で創業し、その後三角橋 - 幡ヶ谷を延伸した後1928年（昭和3年）に幡ヶ谷自動車を合併して中野区方面に路線を拡張した。加藤義満や伊崎捨次郎、瀬戸喜重郎ら地元の有力者が設立し、東京横浜電鉄専務の五島慶太も個人的な繋がりからこの会社に役員として関わっていたが、1929年（昭和4年）8月19日、東京横浜電鉄は代々木乗合自動車を正式に傘下に加え、同年11月21日に同系のエビス乗合自動車に合併させて東横乗合となった。

東横乗合時代には代々木と、エビス乗合自動車由来のエビス、それに東京横浜電鉄の免許路線を引き継いだ中目黒という3つの営業所が存在したが、この地区では、幡ヶ谷線の前身となる路線が中野駅まで延びていたり、初台線の前身となる富ヶ谷線が角筈（現・東京オペラシティ南）まで運行するなどしていた。そして、三角橋に代々木乗合自動車創業以来の代々木営業所（1940年に代々木本町に移転）を有していた。
代々木乗合自動車の路線は1948年（昭和23年）6月1日の大東急再編成の際に京王線以北が京王帝都電鉄の所属となる。さらに東急に残った路線も後述の通り2002年（平成14年）6月1日に初台線を、2023年（令和5年）3月1日に幡ヶ谷線をそれぞれ京王バスに移管したため、すべて京王バスの路線となっている。

### 日東乗合自動車
淡島通りの路線の歴史は、1925年（大正14年）12月22日に創業した日東乗合自動車が手掛けた路線に起源を有する。
日東乗合自動車は、同年3月に現在の若林線に相当する中渋谷 - 淡島 - 世田ヶ谷町役場（現・若林小学校北側）の路線を最初に開通させた、月村茂信らが設立したが、1927年（昭和2年）3月15日、創業メンバーが総退陣して代わりに目黒自動車運輸などを経営する志保澤忠三郎の経営になった。しかし、1929年（昭和4年）10月28日に玉川電気鉄道に買収された。「東急バス10年の歩み」によると、淡島営業所の開設日はその玉川電気鉄道時代の1937年（昭和12年）12月27日となっている。ここに至るまでの間、路線は滝坂道上に世田ヶ谷町役場から梅ヶ丘、宮坂、経堂駅を経て恵泉女学園前まで伸び、後の代田線に相当する世田ヶ谷町役場 - 中原口（現・新代田駅東急バス降車専用停留所付近）の区間でも運行されるようになった。
その後は東京横浜電鉄、東京急行電鉄と経ていくが、戦前の淡島営業所は淡島通りの路線だけを運行する規模の小さい事業所だった。

### 大東急時代の営業所統合
淡島営業所は日東乗合自動車から玉川電気鉄道に渡った営業所を直系の元祖とするが、玉川電気鉄道ではもう1つ、現在の東京農業大学の近くにあたる世田ヶ谷町桜（現・世田谷区桜）に世田谷営業所（後にイメージスタジオ109となった土地）を設けていた。場所的には現在の弦巻営業所の元祖といってもよいが、戦前のうちに玉川電気鉄道から東京横浜電鉄に継承されたものであり、淡島営業所の流れに属する。戦中 - 戦後の混乱の中で廃止され、淡島営業所に統合された。

一方、代々木営業所は大東急再編成と同時に京王線以北の路線が京王帝都電鉄に譲渡されたため、幡ヶ谷線と初台線に相当する短距離区間だけが中途半端に残ることとなり、淡島営業所に統合の上廃止となった。

このため、昭和20年代には世田谷通りを走る成城線、調布線、烏山線なども受け持ち、営業範囲が世田谷区・渋谷区・目黒区だけでなく狛江町（現・狛江市）、調布町（現・調布市）にまで及んでいたこともある。
1947年（昭和22年）、東急初の都営共管路線の一つである103系統の運行が始まり、淡島営業所が担当となる。103系統は当初駒沢で折り返しだったが、後に経堂駅行きに変更となり経堂線として定着。続けて1950年（昭和25年）に幡ヶ谷線を東京駅まで延長して都営共管とした。

### 3地域管轄の完成
玉川通り以南の路線は、旧日東乗合自動車の時代はもちろん、大東急、そして新生東京急行電鉄になってからもかなり遅くまで存在しなかった。

宿山・上目黒・下馬方面では、戦前にも東横乗合中目黒営業所が東横線中目黒駅や省線恵比寿駅からの路線を持っていた。1952年（昭和27年）、東急はこの路線を基礎に、洗足線と野沢線の運転を始める。しかし、洗足線は目黒営業所、野沢線は不動前営業所の担当となった。

その後、昭和30年代になると陸軍駒沢練兵場跡地に自衛隊中央病院や陸上自衛隊衛生学校、三宿病院などの公共施設が次々と開設され、それらと渋谷駅を最短で直結する路線が求められるようになった。
東急は1956年（昭和31年）、世田谷区内では戦後初の新拠点として瀬田営業所を立ち上げる。これにより既存の淡島・目黒両営業所の負担を軽くした上で、淡島では新展開として三宿線の運行を開始した。1959年（昭和34年）3月の弦巻営業所開設時には、成城線や調布線を移管する代わりに渋谷線と下馬線の運行を始める（後述）。
以上のようにして、淡島営業所は最初に記した3地域の路線を管轄するようになり、なおかつ大田区を営業範囲に加えたのである。

### 東急トランセ委託へ
平成に入ってからの動きとしては、東急トランセへの運営委託がある。最初に委託されたのは、1999年（平成11年）の渋谷線であるが、当時は東急トランセの営業所が下馬にしかなかったため、同年8月28日に下馬営業所へ移管する形をとった。なおこれと引き換えに、瀬田営業所からグランド線（渋谷駅 - 田園調布駅）が移管されており、営業エリアに若干変化が生じている。
その後、2003年（平成15年）1月16日に東急トランセ淡島営業所が開設され、同時に三宿線・幡ヶ谷線・NHK線の3路線の委託を開始。さらに同年3月16日に下馬線、7月16日にグランド線と続き、9月16日の若林線をもって委託路線化を完了した。
2024年（令和6年）4月1日付けで東急トランセが東急バスに吸収合併されたことに伴い、前日の2024年（令和6年）3月31日の運行をもって運営委託を終了し全ての路線の営業を東急バス直営にて行うこととなった。

## 現行路線

### グランド線

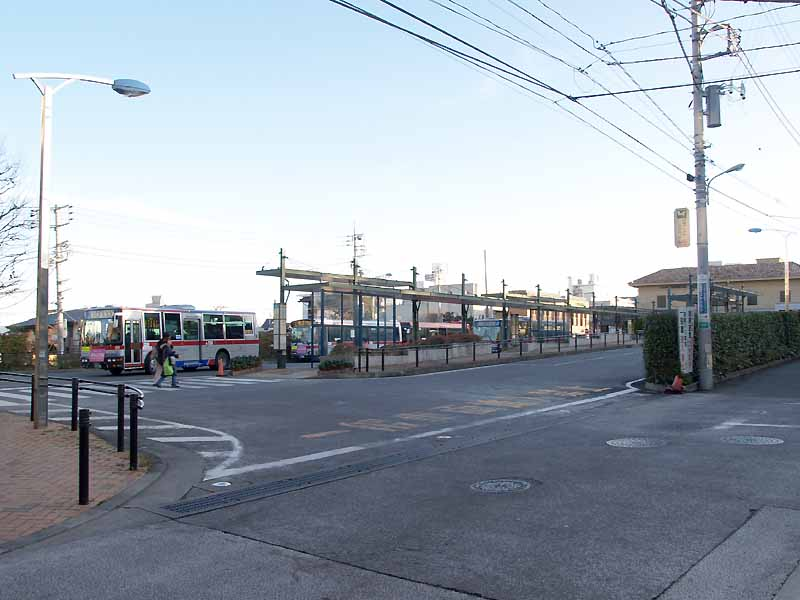
田園調布駅ターミナル

- 渋11：渋谷駅 - 大橋 - 三宿 - 三軒茶屋 - 駒沢大学駅前 - 東京医療センター前 - 八雲 - 自由が丘駅入口 - 田園調布駅
- 渋11：昭和女子大 - 三軒茶屋 - 駒沢大学駅前 - 東京医療センター前 - 八雲 - 自由が丘駅入口 - 田園調布駅
- 渋11：田園調布駅→自由が丘駅入口→八雲→東京医療センター前→駒沢大学駅→三軒茶屋→昭和女子大
- 渋11：渋谷駅 → 大橋 → 三宿 → 三軒茶屋 → 駒沢大学駅前 → 東京医療センター前 → 中根町交番前 → 都立大学駅北口
- （入庫）：田園調布駅 → 自由が丘駅入口 → 八雲 → 東京医療センター前 → 駒沢大学駅前 → 三軒茶屋 → 三宿

渋谷駅から国道246号・東京医療センターを経由して田園調布駅へ向かう。およそ15分おきに運行されるが、交通量の多さ、自由が丘駅周辺の道路幅の狭さ、大井町線の開かずの踏切による渋滞から遅延も多い。路線名の「グランド」とは、駒沢のゴルフ場跡地（元陸軍練兵場、現・駒沢五輪公園）にかつて存在した駒澤野球場に由来する（現在の駒沢公園野球場とは異なる）。同球場を本拠としたプロ野球東急フライヤーズとのタイアップ路線でもあった。

原型は、昭和初期に目蒲乗合が開通した自由が丘駅 - 駒沢ゴルフコース線である。戦後は1953年（昭和28年）5月21日に自由が丘駅 - 三軒茶屋の運行が開始、1954年（昭和29年）9月10日に渋谷駅に延長され、1956年（昭和31年）11月15日に発着点が自由が丘から田園調布駅に変更された。当初は目黒営業所が担当したが、田園調布駅への延長後瀬田営業所に変わった。
この路線は利用者が多いだけでなく、自由が丘や田園調布といった東急が開発した高級住宅街を運行するため、車両のグレードアップにより他の路線線との差別化が図られてきた。1986年（昭和61年）にはシート・サスペンションなどの設備を向上させたロマンス車（貸切兼用車両）が集中投入されている。同車のボディには、従来の銀色と赤色に金色を追加した豪華な装飾が施されていた。1998年（平成10年）にロマンス車が廃車時期を迎えると、その代替として当時はまだ珍しかったノンステップ車が大量導入された。淡島営業所への移管以後もノンステップ車の導入が続けられ、全便がノンステップ車で運行する。
瀬田営業所所管時代には、入庫時に田園調布から園01と同じく環八経由で営業所へ向かう便のほか、渋谷発では八雲三丁目で自由通りに入らず目黒通りを直進、黒02の経路で上野毛駅まで進み、環八通りへ右折して営業所に向かう便が存在した。
1999年（平成11年）9月1日に淡島へ移管され、出入庫時に運行されていた渋谷駅 - 瀬田営業所は渋谷駅 → 都立大学駅北口に変更された。田園調布側についても三宿止まりに変更され、到着後は淡島まで回送される。出庫時は八雲高校発渋谷駅行き、昭和女子大・八雲三丁目発 - 田園調布駅行きが運転される。

### 三宿線
- 渋31：渋谷駅 → 大橋 → 三宿 → 下馬一丁目 → 三宿病院前 → 東山一丁目 → 大橋 → 渋谷駅

玉川通りを三宿まで進み、下馬・東山を経て渋谷駅へ戻る循環線。自衛隊中央病院と事実上の併設院である公務員共済三宿病院、東邦大学医療センター大橋病院など沿線に大規模病院がありそれらへの病院輸送を中心に、昭和女子大学への通学輸送、陸上自衛隊三宿駐屯地への通勤輸送、ドン・キホーテ中目黒本店の買い物客輸送も担う。
昭和30年代の開通だが、ごく初期に限り渋谷駅 - 三宿 - 上目黒五丁目（現・五本木二丁目）として運行していた。路線名は三宿線、あるいは三宿循環線だが、乗客への案内は「下馬一丁目循環」を用いる。出庫時は三宿発（淡島から回送）が運転される。
2022年（令和4年）5月20日からは、始発～21時の便が道玄坂経由となり、道玄坂経由の便は「道玄坂上（交番前）」と玉川通り上の「道玄坂上」の両方に停車する。21時以降は玉川通り経由となるため、「道玄坂上」のみに停車する。

かつては、「渋谷駅 -（循環）- 蛇崩」と案内していた。「蛇崩（じゃくずれ）」とは下馬付近の昔の地域名で、三宿病院停留所の旧称でもある。

### 下馬線
- 渋32：渋谷駅 → 大橋 → 三宿 → 下馬一丁目 → 下馬営業所 → 野沢龍雲寺 → 世田谷観音 → 三宿 → 大橋 → 渋谷駅
- 渋32：渋谷駅 → 大橋 → 三宿 → 下馬一丁目 → 下馬営業所 → 野沢龍雲寺 → 世田谷観音 → 三宿（夜間）

渋谷駅から玉川通りを三宿まで走り、三宿通り・下馬通り・環七を経て野沢龍雲寺に至り、野沢通りを経由して渋谷駅へ戻る。下り線は「野沢龍雲寺循環」という名称で運行している。東急東横線と田園都市線の中間にある世田谷区野沢・下馬の地域輸送と、東京学芸大学附属高校への通学輸送を担う。なお路線開通直後は、東京学芸大学世田谷分校も存在しており学生で賑わった。
平日朝は5分間隔、日中は概ね10分間隔で運行されている。2003年6月16日から2014年8月31日まで深夜バスは下馬営業所が「渋谷線」として担当していた。深夜も三宿止まりがあり、三宿交差点を直進して車庫へ戻る。出庫時は三宿・野沢龍雲寺発が運転される。昭和30年代の開通だが、前述の三宿循環の開業より数年後のことである。

### 若林線
- 渋51：渋谷駅 - 駒場 - 淡島 - 若林折返所
- 出入庫：渋谷駅 - 駒場 - 淡島

渋谷駅から淡島通りを経由して世田谷区若林方面へ至る。淡島通りの本線路線であるとともに、淡島営業所の主幹路線である。渋51系統は淡島営業所の所管路線の中で最も本数が多く、平日朝は2分おき、日中でも1時間に10本は運行される。
淡島通りには、2002年まで国立小児病院（現・国立成育医療研究センター）が立地していたが、移転後は沿線の中学・高校への通学路線としての役割が強くなり、筑波大駒場、都立駒場高校、都立国際高校、駒場東邦、日本工業大駒場、駒場学園の生徒などが通学に利用している。
1987年（昭和62年）11月2日より深夜バスも運行されるようになり、2006年（平成18年）5月20日からは土曜も運行している。出入庫便として渋谷駅 - 淡島の区間便も運転される。
淡島通りでは、戦前から続く宮の坂経由で経堂に至る路線が終戦直後まで運行されていたが、1949年（昭和24年）3月10日から、この若林線が渋谷駅 - 若林で運行されるようになった。そして経堂へのルートは、国際興業から小田急グループ入りし都区内への進出を目指していた小田急バスに渡る。なお、若林折返所の西（渋52系統の若林停留所前）には小田急バスの若林営業所と小田急ハイウェイバス本社が所在している。
その後、1962年（昭和37年）に渋谷駅 - 世田谷区民会館が開通。その後上町線に統合され、渋谷駅 - 淡島 - 用賀 - 田園調布駅となったのち、昭和40年代に再び渋谷駅 - 世田谷区民会館となったが、昭和50年代に淡島へ移管されて若林線に統合されるまでの間、区民会館線と称して弦巻が担当していた。
渋51には2002年8月から、渋52には2003年からノンステップ車が運用に入るようになった。なお、渋谷駅 - 淡島では並行する小田急シティバスの渋54系統も早くからノンステップ車を導入しており、現在は運行されるバスの全てがノンステップ車となっている。
2015年（平成27年）12月1日、渋52系統が若01系統を吸収し、若林百貨店循環線として再び弦巻営業所の担当となった。若01系統は2013年（平成25年）8月30日より、若林線に沿い、東急百貨店本店前を経由して渋谷駅バス停に停車しない循環路線として下馬営業所の担当で運行を開始したが、この吸収により渋谷駅を経由するようになった。

### 渋谷線
- 都立34：東京医療センター → 都立大学駅北口 → 野沢龍雲寺 → 下馬一丁目 → 下馬営業所 → 学芸大学付属高校 → 野沢交番前 → 都立大学駅北口 → 東京医療センター
- 都立34：三宿 → 下馬一丁目 → 下馬営業所 → 学芸大学付属高校 → 野沢交番前 → 都立大学駅北口 → 東京医療センター（出庫便）
- 都立35：東京医療センター → 都立大学駅北口 → 学芸大学付属高校 → 下馬営業所 → 下馬一丁目 → 三宿（入庫便）

2020年2月29日までは、渋34系統（渋谷駅 - 都立大学駅北口 - 東京医療センター）として運行されていたが、同日をもって廃止された。代わって翌日の3月1日から路線が短縮され、都立34・35系統として運行開始した。全般的に狭隘路を経由するため中型車が運用される。

### 渋谷循環線（ハチ公バス）
渋谷区コミュニティバス「ハチ公バス」夕やけこやけルート（恵比寿・代官山循環、東急バスでの路線名は「渋谷循環線」）と神宮の杜ルート（神宮前・千駄ヶ谷ルート）を受託運行している。

## 廃止・移管路線

### 若林線（一部系統の統合）
- 渋52：渋谷駅 - 駒場 - 淡島 - 若林駅前 - 世田谷区民会館（世田谷区役所）

元は上町線として渋谷駅から若林、上町、用賀、九品仏を経て田園調布駅まで運行していた路線。1973年に田園調布側を園02系統として分割、本系統も引き続き区民会館線として弦巻営業所が担当したが、駒沢営業所閉鎖と同時の1984年（昭和59年）3月16日付で淡島営業所に移管のうえ若林線に統合された。

2015年12月1日付で若01系統を吸収、若林百貨店循環線となり弦巻営業所に戻された。

### 代田線
- 渋53：渋谷駅 - 駒場 - 淡島 - 代沢小学校 - 代田四丁目

渋谷駅から淡島まで若林線と同経路を走り、代沢小学校を経由して環七通り沿いの代田四丁目に至る路線。
東急の戦時休止路線で最後に復旧した路線で、1953年（昭和28年）10月16日に戦後の運転を始めた。なお、戦前は玉川電鉄時代に代田四丁目をほぼ同位置に「中原口」という停留所があり、ルートは一部異なるが、淡島通り側からそこまでの路線があったことが記録されている。
京王井の頭線や小田急バス梅ヶ丘線とほぼ並行していたこともあり乗客は比較的少なく、若林線との重複整理を理由に1978年（昭和53年）12月19日限りで廃止された。

### 初台線
- 渋61：渋谷駅 - 富ヶ谷 - 代々木八幡 - 東京オペラシティ南 - 初台駅（2000年6月16日から2002年5月31日まで京王バス永福町営業所と共同運行）

代々木乗合自動車の富ヶ谷線以来の伝統を持つ路線で、長く東急が単独で維持した。
ところが、1997年（平成9年）12月、京王帝都電鉄（現・京王バス）が都区内均一運賃の値上げを見送ったのに対し、東急は現在の210円均一に値上げしたため、運賃の安い京王や都営バス（並行して渋66系統を運行）に乗客が流出した。そのため2000年（平成12年）6月16日より、京王バスとの共同運行を開始した。東急担当便も京王に合わせて200円均一に値下げした。しかし東急はその後、2002年（平成14年）5月31日をもって撤退。翌6月1日からは京王の単独運行となった（京王での路線名は「渋谷初台線」）。
京王の単独運行となった後、ほぼ同一ルートを走る初台線と統合され2019年（平成31年）2月17日限りでほとんどの便の運行を取りやめた。現在は土曜日の朝に新国立劇場→渋谷駅の1本のみ運行される免許維持路線となっている。

### NHK線

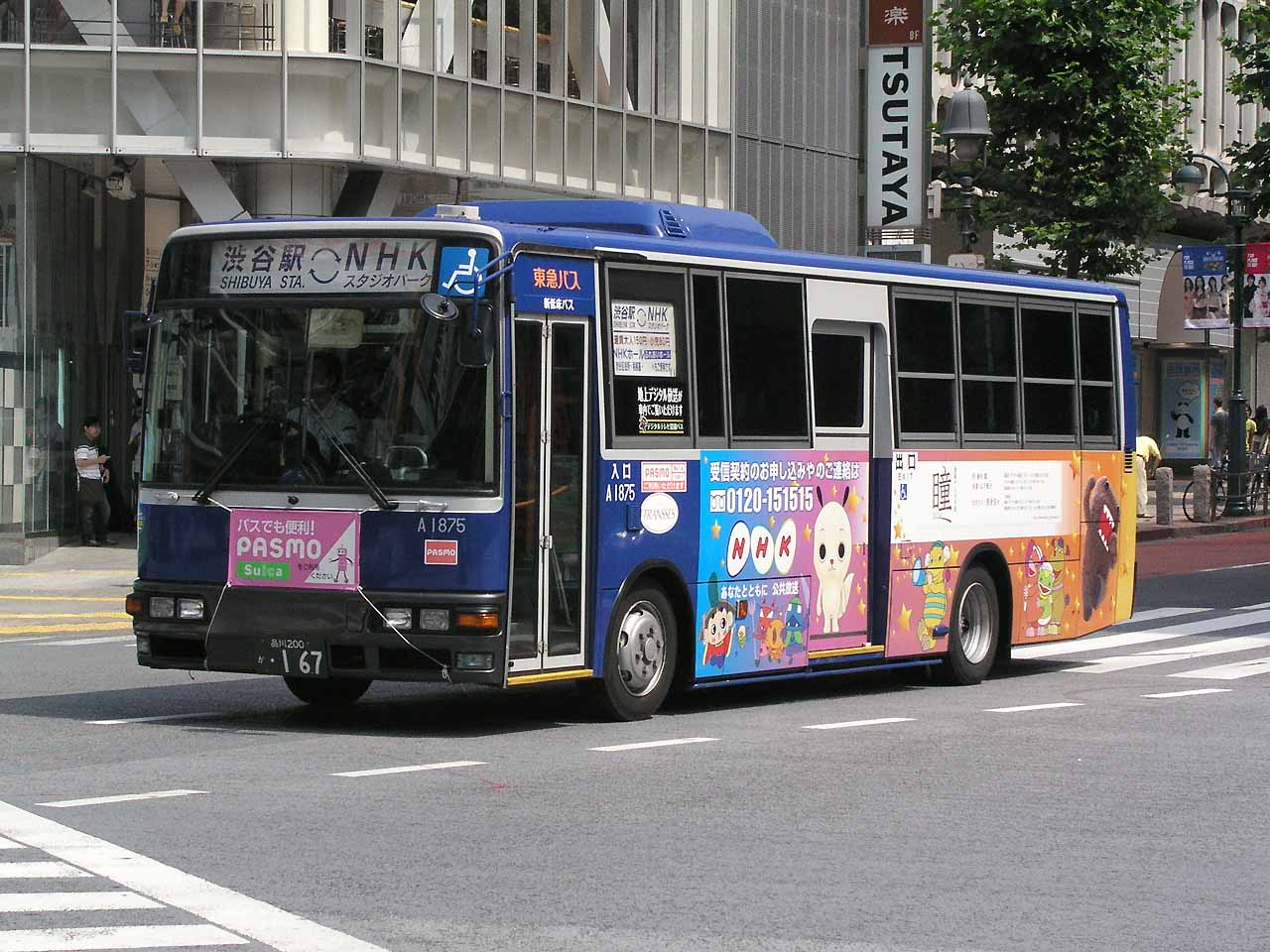
NHK線専用車(A1875)

- 渋谷駅 - NHKスタジオパーク（京王バス永福町営業所と共同運行）

渋谷駅とNHKスタジオパークとの間をノンストップで結ぶ短距離のシャトルバス。京王バスとの共同運行で2000年3月18日に開業し、運賃は一般路線より安い150円に設定されていた。NHKのキャラクターがラッピングされた、紺色の車体の専用中型車（エアロミディMKワンステップ、車椅子用スロープ付き）で運行されていたが、点検時や増発便など臨時で一般車が充当されることもあった。また車内放送は一部時間帯を除き、基本的にNHKのキャラクターによる自動放送が流れていた。

2010年3月31日限りで東急は撤退し、翌4月1日からは初台線と同様に京王の単独となる。 その後NHK放送センターの建て替え計画と新型コロナウイルス感染症のパンデミックが重なり、スタジオパークは2020年2月25日を最後に休館となって本路線も運休。そのまま同年5月11日付で閉館が決まったため廃止となった。

### 渋谷線
- 渋33：渋谷駅 - 大橋 - 三宿 - 下馬一丁目 - 下馬営業所 - 都立大学駅前 - 奥沢駅 - 雪が谷 - 多摩川駅（2017年（平成29年）2月1日までは瀬田と共管）
- 渋33：三宿 → 下馬一丁目 → 下馬営業所 → 都立大学駅前 → 奥沢駅 → 雪が谷 → 多摩川駅（出庫便）
- 渋34：渋谷駅 - 大橋 - 三宿 - 下馬一丁目 - 下馬営業所 - 都立大学駅北口 - 東京医療センター
- 渋34：三宿 - 下馬一丁目 - 下馬営業所 - 都立大学駅北口 - 東京医療センター（出入庫便）

渋谷線は渋谷駅から三宿、下馬一丁目、野沢交番前、都立大学駅北口を経由し、東京医療センターへと向かう。

元は1959年（昭和34年）5月1日に池上営業所の共管で運行開始した路線で、渋谷駅 - 都立大学 - 雪が谷 - 下丸子 - 池上駅 - 大森駅（のちに大森操車所まで延長）した路線である。これ以前に池上営業所の担当で運行していた大森駅 - 雪が谷の路線を延長する形で「渋谷線」として成立したが、1981年（昭和56年）5月26日には渋谷駅 - 丸子橋（淡島担当、渋谷線・渋33）と、田園調布駅 - 大森操車所（池上担当、下丸子線・森10）に分割された。
渋谷線はこれ以降、1988年に渋谷駅 - 都立大学駅北口間の渋34系統を設定し、1989年（平成元年）12月16日には丸子橋折返所の廃止に伴い、渋33系統を多摩川園（現・多摩川駅）まで延長、2002年（平成14年）10月16日には渋34系統を東京医療センターへ延長するとともに、多摩川駅からの折り返し便に相当する多摩川駅 - 東京医療センター間の多摩01系統を設定した。
1999年（平成11年）8月24日をもって下馬営業所に移管され、東急トランセへの委託路線となったが、2014年9月1日に淡島営業所へ再移管された。多摩01系統は2011年（平成23年）3月1日より、渋33系統の一部とともに瀬田営業所に移管され「雪が谷線」となった。
2017年（平成29年）2月1日、渋33系統の瀬田営業所担当便が廃止され、渋33系統は平日朝の初便（渋谷駅 - 多摩川駅）１往復と三宿始発の出庫便（三宿 → 多摩川駅）１便のみの運行となった。
2018年（平成30年）2月28日をもって、渋33系統は廃止され（当営業所としては渋34系統のみを担当する）、南側の多摩01系統（雪が谷線）とは完全に分離された。
さらに、2020年（令和2年）2月29日をもって渋34系統も廃止、翌3月1日より都立34系統として運行区間を東京医療センター → 野沢龍雲寺 → 下馬一丁目 → 東京医療センター間の循環系統に再編。救済措置として2020年8月31日までは渋谷方面は野沢龍雲寺 → 西澄寺間で、東京医療センター方面は下馬営業所 → 野沢交番前間において、都立34系統と渋32系統（渋谷駅 -  野沢龍雲寺循環）との間で乗り継ぎ券を発行する。また、出入庫便で都立35系統を東京医療センター - 三宿間に野沢三丁目経由で設定した。渋33系統は廃止直前は平日朝に1 - 2本が運行されるのみであった。

### 幡ヶ谷線

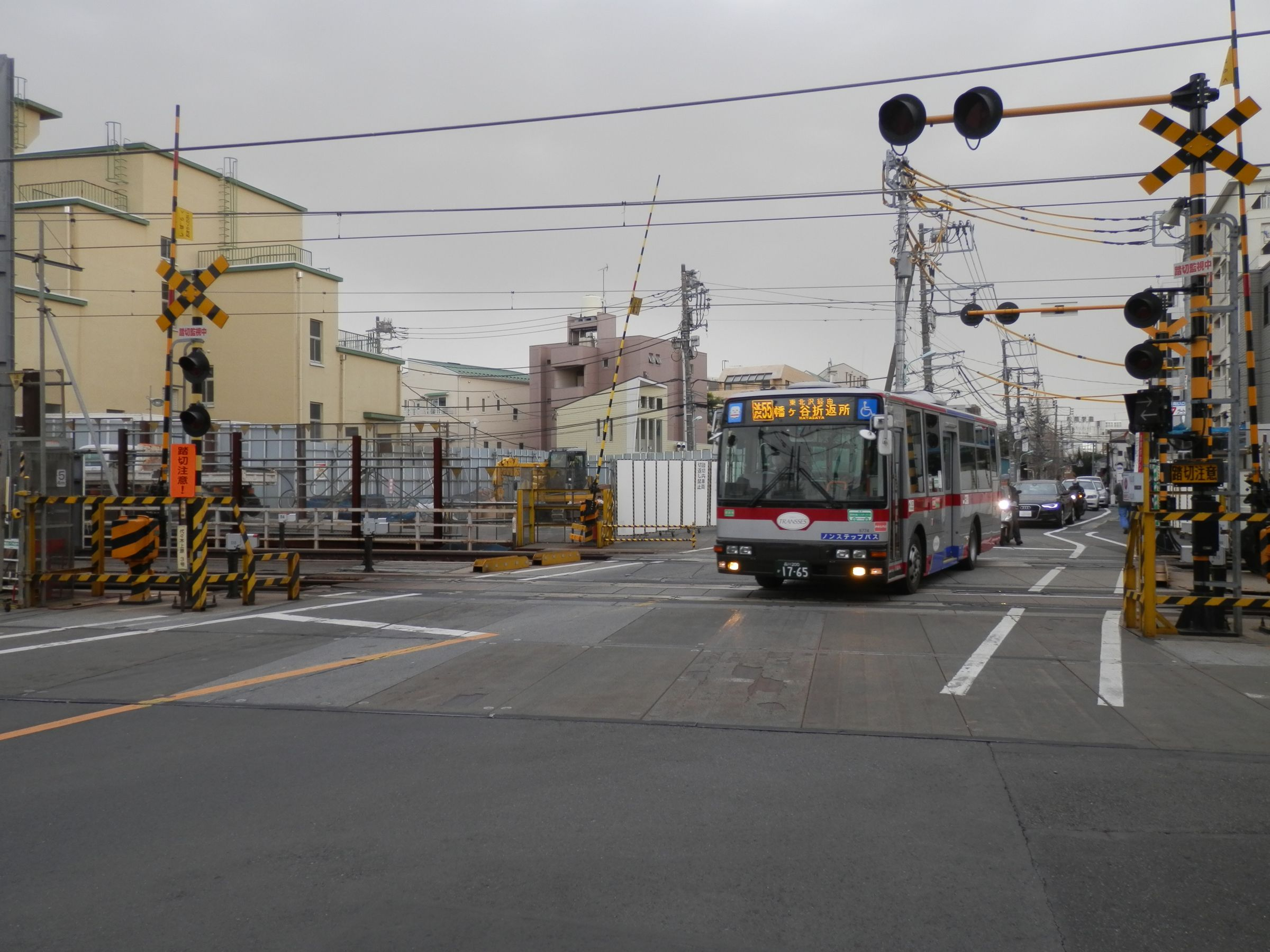
幡ヶ谷線 東北沢にて

- 渋55：渋谷駅 - 東大前 - 代々木上原 - 東北沢駅

渋谷駅から国道246号、神泉町交差点から旧山手通り、山手通りを北進し、東大裏交差点から航研通りに入り東大駒場キャンパスの北を走る。さらに三角橋交差点から東京都道420号鮫洲大山線にそのまま直進し､東北沢駅のロータリーへと乗り入れる｡
路線内にある代々木上原停留所は、小田急小田原線、東京メトロ千代田線の代々木上原駅とはまったく異なる地点にあった（同駅は井の頭通り沿いに位置する）。廃止された幡ヶ谷折返所も京王新線幡ヶ谷駅から離れた住宅街の中にあったが、こちらは同駅から徒歩圏内となっていた。
歴史は古く、1920年に開通した代々木乗合自動車の本線を起源とする。当初の終点は三角橋（現・松陰学園前）で、代々木乗合の本社（のちの代々木営業所）もそこにあった。昭和に入ると中野方面に延長され、戦中までは6号通り、鍋屋横丁を経て中野駅まで直通していた。

戦後は、1946年（昭和21年）4月21日に渋谷駅 - 東北沢駅で運転を再開する。大東急の解体と同時に中野営業所を譲渡し、東急のエリアは幡ヶ谷以南となる。1950年（昭和25年）5月6日からは都営バスとの相互乗り入れで東京駅まで延長し、123系統（幡ヶ谷 - 渋谷駅 - 溜池 - 東京駅）となった。
東京都交通局の第2次再建計画による路線再編成により、1977年（昭和52年）12月15日をもって東京駅への直通運転が中止された。都営は渋谷駅と新橋の間に並行路線があったため、全線廃止し撤退、東急は再び渋谷駅が起点となった。

その後の渋谷駅乗り場は、渋谷駅東口から玉川線の渋谷駅跡地へと移り、渋谷マークシティの建設により1994年（平成6年）に同乗り場が廃止されると南口バスターミナルに移動した。これに伴い、幡ヶ谷行きの方向幕は誤乗を防ぐため全面青色地のものに交換された。
2021年3月31日までは、東北沢から先は五條橋交差点から住宅街の細い区道に入り、幡ヶ谷折返所へ向かっていた。しかし路線維持が厳しい状況にあるとして、2021年4月1日より東北沢駅の駅前広場へ乗り入れを行うとともに、前日の3月31日をもって東北沢（駅） - 幡ヶ谷折返所間を廃止した。幡ヶ谷折返所の廃止直前は、1時間に2本程度の頻度で運行していた｡その後、幡ヶ谷折返所の跡地は賃貸駐車場に整備された。
2022年（令和4年）5月20日からは、始発～21時の便が道玄坂経由となり、道玄坂経由の便は「道玄坂上（交番前）」と玉川通り上の「道玄坂上」の両方に停車した。21時以降は玉川通り経由となるため、「道玄坂上」のみに停車していた。
2023年（令和5年）3月1日付で京王バスへ移管され、東急バスは同系統から撤退した。京王バスへの移管に伴い、渋谷駅 - 東大前間は道玄坂上経由から東急百貨店本店前経由へ経路変更すると同時に、日中時間帯は笹塚駅まで乗り入れる形に変更された。これに伴い「代々木上原」停留所はハチ公バス停留所と同名の「上原二丁目南」に改称された。

### 東急百貨店シャトルバス

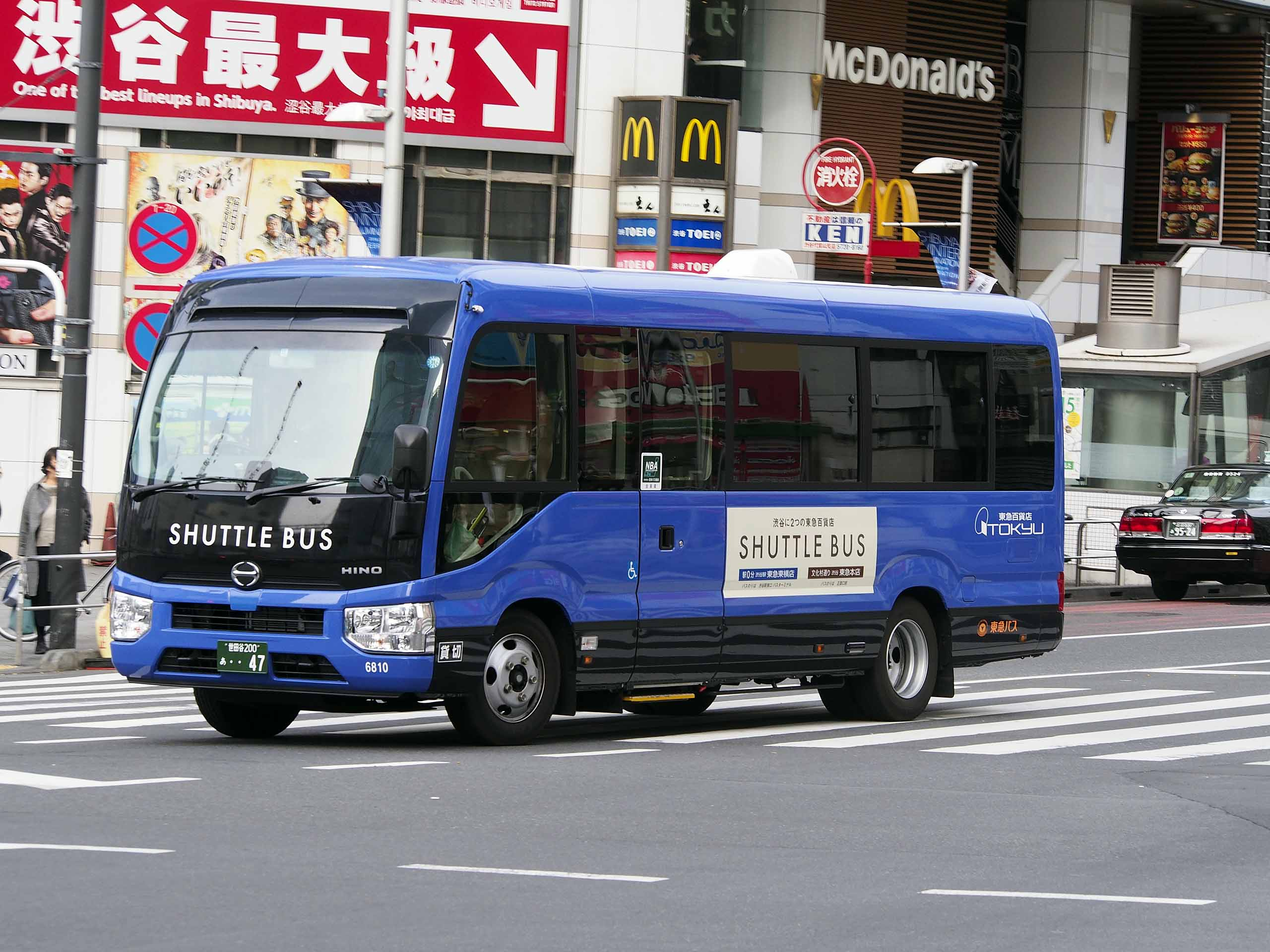
渋谷駅と東急百貨店本店を結ぶ無料送迎バス「City Shuttle」（シティシャトル）の新型車両
日野・リエッセII (A6810)

特定輸送として、「City Shuttle（シティシャトル）」の名前で運行していた。
渋谷駅（東急百貨店東横店東館）と東急本店・Bunkamuraを結ぶ無料送迎バスで、12分から15分間隔で運行されていた。東急百貨店の買い物客用の路線であるが、レシートの提示などは必要なく誰でも利用できた。
かつては大橋営業所が担当していたが、大橋営業所の閉鎖に伴い、淡島営業所へ移管された。
2019年9月14日より渋谷駅周辺の再開発事業に伴い、渋谷駅東口のシャトルバス専用乗り場が渋谷駅東口から渋谷ヒカリエ南側1階歩道橋へ移設された。
新型コロナウイルス感染症の影響による百貨店休業のため、2020年4月8日からシャトルバスの運行を休止していたが、緊急事態宣言の長期化に加え、東急本店の建て替えが検討されだしたことから再開されることなく同年9月までに運行終了が発表された。
City Shuttle専用車両
青い専用カラーの小型車で運行され、一部の車両には車椅子用リフトを装備する。
- 大橋営業所所管時代
三菱・ローザ（KC-BE449F、ロングボディ）4台[10]
O2668～2671、1997年式（車椅子用リフトなし）[10]
- 淡島営業所所管時代
三菱ふそう・ローザ（KK-BE64DG、ロングボディ）3台[11]
A6975～6977、2009年式（6976・6977は車椅子用リフト付き）[11]
日野・リエッセII（SDG-XZB70M）
A6809～6810、2018年式（6810は車椅子用リフト付き）

## 車両
淡島営業所は長年、三菱ふそうが指定メーカーだった。1960年代の三菱日本重工の時代から、三菱重工→三菱自動車→三菱ふそうトラック・バスと受け継がれてきた。
その後は目的に合わせ、新製配置や他の営業所からの転属により、日野自動車と日産ディーゼル（現・UDトラックス）の車両も所属するようになった。UDトラックスのバス製造事業撤退後は、三菱ふそう製・日野自動車製の車両を中心に、大型短尺車、中型車、小型車が配置されている。
大型短尺車はノンステップ車に統一され、グランド線・若林線・下馬線、若林線の深夜バスを中心に運用される。三菱ふそう・エアロスターとエアロスター-S（UDトラックスOEM車）、日野・ブルーリボンIIが主力である。A720号車は弦巻営業所から転属した車両で当営業所唯一のUD車であったものの、2013年に新羽営業所に転属した。
ラッピング車も多く運行されており、2011年に国土交通省大臣賞受賞作品のラッピングがA1075号車に貼り付けされた。
A585号車は、三菱ふそうトラック・バスが東京モーターショーに出品する予定だったサンプルカーで、元サンプルカーの導入は東急バスでは初となる。A585号車は黒サッシを採用するなど、内外装の仕様が東急バス標準仕様と大幅に異なる。
2015年度には、淡島営業所では初のハイブリッド車として日野・ブルーリボンハイブリッド（HL系、A1502・1503号車）が新製配置された。
中型車は、「新低床バス」のロゴが貼られた中扉スロープの無い三菱ふそう・エアロミディMKワンステップ車（ただしNHK線専用車は車椅子に対応）が配置されていたが、その置き換えで三菱ふそう・エアロミディMKと日野・レインボーIIのノンステップ車が配置され、三宿線・幡ヶ谷線で運用されている。2014年には目黒営業所からエアロミディMKのナロー車（中型長尺車）が転入し、三宿線や若林線などで運用されている。

小型車は「ハチ公バス」（夕焼け小焼けルート・神宮の杜ルート）専用の日野・ポンチョ（1扉ショートボディと2扉ロングボディ）並びにEVモーターズ・F8が在籍。このうち、F8は東急バス史上初の国内新興メーカーが製造した電気バスである。2021年にはフジエクスプレスの撤退に伴い、同社が神宮の杜ルートで使用していた日野・ポンチョを引き受けたが、2023年にF8に代替された。
また特定輸送車「City Shuttle」（シティシャトル）用の三菱ふそう・ローザが所属していたが、2018年に置き換えられ日野・リエッセIIが配置されている（一部の車両は車椅子用リフト付き）。
2014年度途中の11月17日から世田谷ナンバー（ご当地ナンバー）が使用開始されたことに伴い、新車と転入車は世田谷ナンバーで登録されており、2014年度以降に配置・転入された車両は世田谷ナンバーとなっている。